# Schorscelspin
De schorscelspin (Harpactea hombergi) is een spin uit de familie celspinnen (Dysderidae). De soort behoorde eerder tot de geslachten Dysdera en Aranea. 
De schorscelspin komt grotendeels in Europa voor, ook in Nederland. Het vrouwtje wordt 6 tot 7 millimeter lang. Het mannetje is iets kleiner en bereikt een lengte van 5 tot 6 mm. Het achterlijf is langwerpig en bruin. Het kopborststuk is zwart en de poten zijn oranje met bruine banden. De spin leeft onder de schors van bomen en onder stenen.